# تیری پرو
تیری پرو (فرانسوی: Thierry Perreux‎؛ زادهٔ ۴ مارس ۱۹۶۳) بازیکن هندبال اهل فرانسه بود.